# Saint-Pierre-des-Ifs (Eure)
Saint-Pierre-des-Ifs és un municipi francès situat al departament de l'Eure i a la regió de Normandia. L'any 2007 tenia 229 habitants.

## Demografia

### Població
El 2007 la població de fet de Saint-Pierre-des-Ifs era de 229 persones. Hi havia 87 famílies de les quals 21 eren unipersonals (13 homes vivint sols i 8 dones vivint soles), 25 parelles sense fills, 33 parelles amb fills i 8 famílies monoparentals amb fills.
La població ha evolucionat segons el següent gràfic:
Habitants censats

### Habitatges
El 2007 hi havia 130 habitatges, 91 eren l'habitatge principal de la família, 34 eren segones residències i 5 estaven desocupats. Tots els 126 habitatges eren cases. Dels 91 habitatges principals, 77 estaven ocupats pels seus propietaris, 10 estaven llogats i ocupats pels llogaters i 3 estaven cedits a títol gratuït; 2 tenien una cambra, 5 en tenien dues, 17 en tenien tres, 34 en tenien quatre i 32 en tenien cinc o més. 76 habitatges disposaven pel capbaix d'una plaça de pàrquing. A 53 habitatges hi havia un automòbil i a 38 n'hi havia dos o més.

### Piràmide de població
La piràmide de població per edats i sexe el 2009 era:
| Homes | Edats   | Dones |
| ----- | ------- | ----- |
| 0     | 95 o +  | 0     |
| 0     | 90 a 94 | 0     |
| 0     | 85 a 89 | 0     |
| 0     | 80 a 84 | 4     |
| 0     | 75 a 79 | 4     |
| 4     | 70 a 74 | 4     |
| 8     | 65 a 69 | 4     |
| 4     | 60 a 64 | 12    |
| 0     | 55 a 59 | 12    |
| 16    | 50 a 54 | 8     |
| 8     | 45 a 49 | 8     |
| 0     | 40 a 44 | 4     |
| 12    | 35 a 39 | 4     |
| 12    | 30 a 34 | 8     |
| 0     | 25 a 29 | 4     |
| 12    | 20 a 24 | 0     |
| 8     | 15 a 19 | 8     |
| 4     | 10 a 14 | 12    |
| 4     | 5 a 9   | 20    |
| 0     | 0 a 4   | 0     |

## Economia
El 2007 la població en edat de treballar era de 133 persones, 94 eren actives i 39 eren inactives. De les 94 persones actives 79 estaven ocupades (49 homes i 30 dones) i 14 estaven aturades (3 homes i 11 dones). De les 39 persones inactives 9 estaven jubilades, 13 estaven estudiant i 17 estaven classificades com a «altres inactius».

### Ingressos
El 2009 a Saint-Pierre-des-Ifs hi havia 102 unitats fiscals que integraven 263,5 persones, la mediana anual d'ingressos fiscals per persona era de 14.934 €.

### Activitats econòmiques
Dels 6 establiments que hi havia el 2007, 1 era d'una empresa de fabricació d'altres productes industrials, 2 d'empreses de construcció, 1 d'una empresa de comerç i reparació d'automòbils, 1 d'una empresa de serveis i 1 d'una empresa classificada com a «altres activitats de serveis».
Dels 3 establiments de servei als particulars que hi havia el 2009, 1 era un paleta, 1 fusteria i 1 lampisteria.
L'únic establiment comercial que hi havia el 2009 era una botiga d'electrodomèstics.
L'any 2000 a Saint-Pierre-des-Ifs hi havia 23 explotacions agrícoles que ocupaven un total de 664 hectàrees.

## Poblacions més properes
El següent diagrama mostra les poblacions més properes.